# Antonio Sant'Elia
Antonio Sant'Elia (Como, Llombardia, 30 d'abril de 1888 - Monfalcone, 1916) va ser un arquitecte i urbanista italià.
Era fill de Luigi Sant'Elia i Cristina Panzillo. El 1905 va tenir per títol com mestre constructor, en la seva ciutat natal, i a l'any següent va finalitzar l'Escola d'Arts d'Oficis G. Castellini. Es va traslladar a Milà el 1907 on va freqüentar l'Acadèmia de Belles Arts de Brera fins a 1909. En el mencionat ambient va conèixer els pintors Carlo Carrà i Leonardo Dudreville.
El 1912 va aprovar l'examen que el va facultar com a professor de Disseny Arquitectònic, i això li va permetre ensenyar a Bolonya. En el mencionat any, al costat de G. Possamai va formar el grup Nuove Tendenze. Des de 1913, va començar a impartir classes a Bolonya, i al costat d'un amic va obrir un estudi a Milà.

Es va adherir al futurisme i va publicar el 1914 el Manifest de l'arquitectura futurista, al qual va exposar els principis d'aquest corrent. El futurisme de Sant'Elia es trobava influït per les ciutats industrials dels Estats Units i pels arquitectes vienesos Otto Wagner i Joseph Maria Olbrich. Sant'Elia concebia el futurisme com a arquitectura en «moviment», un espai arquitectònic lligat al temps, en un projecte sistèmic de la ciència tecnològica de les màquines.
| «                                             | Le case dureranno meno di noi. Ogni generazione dovrà fabbricarsi la sua città. Questo costante rinnovamento dell'ambiente architettonico contribuirà alla vittoria del Futurismo. (Les cases duraran menys que nosaltres. Cada generació haurà de fabricar-se la seva pròpia ciutat. Aquesta constant renovació de l'ambient arquitectònic contribuirà a la victòria del futurisme.) | » |
| — Manifest de l'arquitectura futurista, 1914. | |   |

«La Città Nuova» (La Ciutat Nova), de 1913-1914, és el projecte més important d'aquest arquitecte. Al mencionat projecte s'imagina, en una col·lecció d'esbossos i projectes, la Milà del futur.
Va participar voluntàriament a la Primera Guerra Mundial on va morir.